# TVP3
TVP3 es el tercer canal de televisión público de Polonia, perteneciente a TVP. Se trata de un canal generalista con desconexiones regionales. Su programación corre a cargo de los dieciséis centros regionales de TVP, y generalmente está dirigido a un público de mayor edad que los dos canales principales.

## Historia
A principios de la década de 1990, los centros regionales de TVP comenzaron a emitir programas regionales a través de TP2. En 1994, junta directiva de TVP se dio cuenta de que las sucursales no podían cubrir una docena de horas de sus programas en ese momento, por lo que los once centros regionales crearon una oficina regional.
El canal inició emisiones como TVP Regionalna el 5 de septiembre de 1994, en el que diez estaciones de TVP comenzaron a transmitir un bloque diario de casi cuatro horas de programación compartida y franjas publicitarias.
En 2000, el canal cambió su nombre a TVP3 Regionalna. En 2001, las doce sucursales locales de TVP poseían una participación del 3,5% en el mercado televisivo polaco. Las sucursales emitían sus programas locales entre semana: mañana (8:00-8:35), tarde (15:25-16:30 y 17:15-19:00) y noche (21:30-22:00); los sábados y domingos, el horario de emisión de estas franjas variaba ligeramente: mañana (8:00-9:00), mediodía (13:30-14:30), tarde (17:00-19:00 o 18:00-18:20) y noche (21:00-22:00).
El canal recibió la marca uniforme de TVP el 7 de marzo de 2003, y el verde se convirtió en su color distintivo, cambiando su nombre a TVP3.
Entre 2003 y 2007, de 7:30 a 22:30, emitió boletines informativos nacionales cada hora. También se utilizó como canal parlamentario polaco, transmitiendo las sesiones del Sejm, las actas de la comisión de investigación parlamentaria y otros eventos políticos importantes.
El 2 de enero de 2007, se introdujo una nueva programación de TVP3, con una cantidad significativamente mayor de programas de noticias, que no solo ofrecían noticias, sino que también transmitían conferencias de prensa y otros eventos. Los programas duraban aproximadamente 15 minutos y se emitían de lunes a viernes de 6:00 a 9:30 cada 15 minutos, y a partir de las 10:00 cada media hora, mientras que los fines de semana se emitían cada hora. Todas las series y películas de animación y largometrajes desaparecieron de la programación de TVP3.
TVP3 cesó sus emisiones el 5 de octubre de 2007, siendo reemplazado por TVP Info.  El lanzamiento del canal no afectó significativamente la programación de los canales regionales, que continuaron emitiéndose como antes, inicialmente sin el número 3 en el logotipo. El 1 de diciembre de 2007, fueron reemplazados por logotipos similares al del canal nacional.
El 23 de mayo de 2013, en la conferencia internacional "El papel de las filiales regionales de TVP en el desarrollo de la sociedad de la información", celebrada en la Universidad de Varsovia, Telewizja Polska anunció sus planes para crear una nueva emisora regional que reemplazaría a todas las emisoras locales de TVP en Polonia. Según los planes presentados en la conferencia, TVP Regionalna emitiría entre 18 y 20 horas de programación, ampliando su emisión gradualmente, producida por las filiales regionales de Telewizja Polska, incluyendo 4,5 horas de su propio programa de estreno y 2,5 horas de programación coproducida. El énfasis principal se centraría en la información y la actualidad.
El 1 de septiembre de 2013, dieciséis sucursales locales que juntas constituían TVP Regionalna pasaron a formar parte del recién inaugurado centro de programas regionales, el mismo día en que TVP Regionalna volvió a emitir.
El 17 de noviembre de 2015 se anunció que TVP Regionalna pasaría a llamarse TVP3. Finalmente, el 2 de enero de 2016, TVP Regionalna cambió su nombre a TVP3. Se redujo el horario de emisión compartida, y cada sucursal aumentó el horario de su programación regional.
Bajo el concepto 6+6+4, desarrollado por el entonces presidente de TVP Janusz Daszczyński, cada uno de los 16 canales regionales debía comenzar a transmitir 16 horas de programación regional y local, compuesta por dos bloques de programación de 6 horas (transmitidos de 7:00 a 13:00 y de 13:00 a 19:00) y un bloque de 4 horas (de 19:00 a 23:00). En febrero de 2016, Telewizja Polska se retiró de esta solución poco después de que Jacek Kurski se convirtiera en el nuevo presidente.
La transición a HD del canal comenzó el 15 de febrero de 2022, terminándose el 19 de diciembre de 2023. Desde entonces, tanto la señal principal como las sucursales emiten en HD.
El 20 de diciembre de 2023, TVP3 cesó sus emisiones, emitiendo la señal de TVP2. El 26 de diciembre de 2023, TVP3 reanudó sus emisiones.

## Programación
- Dziennik Regionów
- Gość regionów
- Telekurier
- Ktokolwiek widział, ktokolwiek wie
- Agrobiznes
- Agrobiznes Info
- Agropogoda
- Spotkania w świecie ciszy
- Telenowyny
- O milimetr
- Wiek to tylko liczba
- Przepis na dziś
- Całkiem niezła historia
- Kryminalna Siódemka
- Rączka gotuje
- Pierwsza Druga w Trójce
- Piosenka dla Ciebie

## Sucursales
- TVP3 Białystok
- TVP3 Bydgoszcz
- TVP3 Gdańsk
- TVP3 Gorzów Wielkopolski
- TVP3 Katowice
- TVP3 Kielce
- TVP3 Kraków
- TVP3 Lublin
- TVP3 Łódź
- TVP3 Olsztyn
- TVP3 Opole
- TVP3 Poznań
- TVP3 Rzeszów
- TVP3 Szczecin
- TVP3 Warszawa
- TVP3 Wrocław

## Imagen corporativa

1994 - 2000
2000 - 2001
2001 - 2003
2003 - 2007
2007
2013 - 2016
Versión alternativa
Desde 2016